# غلف شورز
غلف شورز (بالإنجليزية: Gulf Shores)‏ هي مدينة أمريكية تقع في ولاية ألاباما.ويبلغ عدد سكانها 5044 نسمة حسب إحصاء سنة 2010 م.

## التركيبة السكانية
حدّد مكتب تعداد الولايات المتحدة بيانات التركيبة السكانية لغلف شورز في تعداد الولايات المتحدة. في ما يلي، التركيبة السكانية حسب تعدادي 2000 و2010.

### تعداد عام 2000
بلغ عدد سكان غلف شورز 5,044 نسمة بحسب تعداد عام 2000، وبلغ عدد الأسر 2,344 أسرة وعدد العائلات 1,545 عائلة مقيمة في المدينة. في حين سجلت الكثافة السكانية 59 نسمة لكل كيلومتر مربع (152.8/ميل2). وبلغ عدد الوحدات السكنية 6,810 وحدة بمتوسط كثافة قدره 79.6 لكل كيلومتر مربع (206.2/ميل2).
وتوزع التركيب العرقي للمدينة بنسبة 97.54% من البيض و0.22% من الأمريكيين الأفارقة و0.44% من الأمريكيين الأصليين و0.30% من الأمريكيين ذوي الأصول الآسيوية و0.04% من سكان جزر المحيط الهادئ و0.40% من الأعراق الأخرى و1.07% من عرقين مختلطين أو أكثر و1.23% من الهسبانيون أو اللاتينيون من أي عرق.
بلغ عدد الأسر 2,344 أسرة كانت نسبة 21.8% منها لديها أطفال تحت سن الثامنة عشر تعيش معهم، وبلغت نسبة الأزواج القاطنين مع بعضهم البعض 56.2% من أصل المجموع الكلي للأسر، ونسبة 7% من الأسر كان لديها معيلات من الإناث دون وجود شريك، بينما كانت نسبة 2.7% من الأسر لديها معيلون من الذكور دون وجود شريكة وكانت نسبة 34.1% من غير العائلات. تألفت نسبة 26.7% من أصل جميع الأسر من عدة أفراد يعيشون في نفس المنزل ونسبة 10% كانت تتألف من شخص يعيش بمفرده يبلغ من العمر 65 عاماً أو أكثر. وبلغ متوسط حجم الأسرة المعيشية 2.15، أما متوسط حجم العائلات فبلغ 2.56.
بلغ العمر الوسطي للسكان 46.3 عاماً. وكانت نسبة 16.4% من القاطنين تحت سن الثامنة عشر، وكانت نسبة 6.7% بين الثامنة عشر والرابعة والعشرين عاماً، ونسبة 24.8% كانت واقعةً في الفئة العمرية ما بين الخامسة والعشرين والرابعة والأربعين عاماً، ونسبة 29% كانت ما بين الخامسة والأربعين والرابعة والستين، ونسبة 23.1% كانت ضمن فئة الخامسة والستين عاماً فما فوق. يوجد لكل 100 أنثى 97.2 ذكر، ويوجد لكل 100 أنثى في الثامنة عشر من عمرها فما فوق 95.4 ذكر.
بلغ متوسط دخل الأسرة في المدينة 41,826 دولارًا، أما متوسط دخل العائلة فبلغ 51,862 دولارًا. وكان متوسط دخل الذكور 40,259 دولارًا مقابل 22,467 دولارًا للإناث. وسجل دخل الفرد الخاص بالمدينة 24,356 دولارًا. وكانت نسبة 6.8% من العائلات ونسبة 9.9% من السكان تحت خط الفقر، وكان من هؤلاء نسبة 6.4% تحت سن الثامنة عشر ونسبة 6.5% في الخامسة والستين من العمر وما فوق.

### تعداد عام 2010
بلغ عدد سكان غلف شورز 9,741 نسمة بحسب تعداد عام 2010، وبلغ عدد الأسر 4,453 أسرة وعدد العائلات 2,732 عائلة مقيمة في المدينة. في حين سجلت الكثافة السكانية 113.9 نسمة لكل كيلومتر مربع (295.0/ميل2). وبلغ عدد الوحدات السكنية 11,921 وحدة بمتوسط كثافة قدره 139.4 لكل كيلومتر مربع (361.0/ميل2).
وتوزع التركيب العرقي للمدينة بنسبة 93.37% من البيض و1.52% من الأمريكيين الأفارقة و0.54% من الأمريكيين الأصليين و0.94% من الأمريكيين ذوي الأصول الآسيوية و0.11% من سكان جزر المحيط الهادئ و1.58% من الأعراق الأخرى و1.93% من عرقين مختلطين أو أكثر و4.04% من الهسبانيون أو اللاتينيون من أي عرق.
بلغ عدد الأسر 4,453 أسرة كانت نسبة 24.7% منها لديها أطفال تحت سن الثامنة عشر تعيش معهم، وبلغت نسبة الأزواج القاطنين مع بعضهم البعض 46.8% من أصل المجموع الكلي للأسر، ونسبة 10.2% من الأسر كان لديها معيلات من الإناث دون وجود شريك، بينما كانت نسبة 4.3% من الأسر لديها معيلون من الذكور دون وجود شريكة وكانت نسبة 38.6% من غير العائلات. تألفت نسبة 29.8% من أصل جميع الأسر من عدة أفراد يعيشون في نفس المنزل ونسبة 8.5% كانت تتألف من شخص يعيش بمفرده يبلغ من العمر 65 عاماً أو أكثر. وبلغ متوسط حجم الأسرة المعيشية 2.19، أما متوسط حجم العائلات فبلغ 2.67.
بلغ العمر الوسطي للسكان 42.0 عاماً. وكانت نسبة 18.3% من القاطنين تحت سن الثامنة عشر، وكانت نسبة 9.3% بين الثامنة عشر والرابعة والعشرين عاماً، ونسبة 26.2% كانت واقعةً في الفئة العمرية ما بين الخامسة والعشرين والرابعة والأربعين عاماً، ونسبة 29% كانت ما بين الخامسة والأربعين والرابعة والستين، ونسبة 17.2% كانت ضمن فئة الخامسة والستين عاماً فما فوق. وتوزع التركيب الجنسي للسكان بنسبة 49.4% ذكور و50.6% إناث.

## المناخ
يظهر الجدول التالي التغييرات المناخية على مدار السنة لغلف شورز:
| البيانات المناخية لـغلف شورز      | البيانات المناخية لـغلف شورز | البيانات المناخية لـغلف شورز | البيانات المناخية لـغلف شورز | البيانات المناخية لـغلف شورز | البيانات المناخية لـغلف شورز | البيانات المناخية لـغلف شورز | البيانات المناخية لـغلف شورز | البيانات المناخية لـغلف شورز | البيانات المناخية لـغلف شورز | البيانات المناخية لـغلف شورز | البيانات المناخية لـغلف شورز | البيانات المناخية لـغلف شورز | البيانات المناخية لـغلف شورز |
| الشهر                             | يناير                        | فبراير                       | مارس                         | أبريل                        | مايو                         | يونيو                        | يوليو                        | أغسطس                        | سبتمبر                       | أكتوبر                       | نوفمبر                       | ديسمبر                       | المعدل السنوي                |
| --------------------------------- | ---------------------------- | ---------------------------- | ---------------------------- | ---------------------------- | ---------------------------- | ---------------------------- | ---------------------------- | ---------------------------- | ---------------------------- | ---------------------------- | ---------------------------- | ---------------------------- | ---------------------------- |
| متوسط درجة الحرارة الكبرى °ف (°م) | 60 (16)                      | 64 (18)                      | 70 (21)                      | 77 (25)                      | 83 (28)                      | 88 (31)                      | 90 (32)                      | 90 (32)                      | 87 (31)                      | 79 (26)                      | 70 (21)                      | 63 (17)                      | 77 (25)                      |
| متوسط درجة الحرارة الصغرى °ف (°م) | 40 (4)                       | 42 (6)                       | 49 (9)                       | 55 (13)                      | 63 (17)                      | 70 (21)                      | 73 (23)                      | 72 (22)                      | 68 (20)                      | 57 (14)                      | 49 (9)                       | 42 (6)                       | 57 (14)                      |
| الهطول إنش (مم)                   | 6.11 (155)                   | 5.47 (139)                   | 6.71 (170)                   | 4.53 (115)                   | 5.60 (142)                   | 5.94 (151)                   | 8.00 (203)                   | 6.22 (158)                   | 5.97 (152)                   | 3.57 (91)                    | 5.19 (132)                   | 4.40 (112)                   | 67.71 (1٬720)                |
| المصدر: The Weather Channel       |                              |                              |                              |                              |                              |                              |                              |                              |                              |                              |                              |                              |                              |

## أعلام
- مايكل كولي
- جيمس ألين